# Gustav Adolf Semler
Pour les articles homonymes, voir Semler.
Gustav Adolf Semler (né le 14 mars 1885 à Celle ; mort le 24 février 1968  à Berlin) est un acteur allemand.

## Filmographie partielle
- 1918 : Alraune, die Henkerstochter, genannt die rote Hanne d'Eugen Illés et Josef Klein
- 1920 : Colombine de Martin Hartwig
- 1924 : Die Andere  de Gerhard Lamprecht
- 1926 : Der Veilchenfresser de Friedrich Zelnik
- 1926 : Die elf Schill'schen Offiziere de Rudolf Meinert
- 1926 : La Bonne Réputation (Der gute Ruf) de Pierre Marodon
- 1927 : La Cigale et la Fourmi (Jugendrausch) de Georg Asagaroff et Ladislas Starewitch